# A1 Towers
A1 Towers je ogranak tvrtke A1 Hrvatska u vlasništvu A1 Telekom Austria Group specijaliziran za veleprodajne usluge pasivne mobilne telekomunikacijske infrastrukture. A1 Hrvatska je u studenom 2021. izdvojila mobilnu pasivnu telekomunikacijsku infrastrukturu od ostatka poslovanja. Samostojeći stupovi, antenski krovni prihvati i druga pasivna telekomunikacijska oprema preneseni su na novoosnovano trgovačko društvo A1 Towers Hrvatska. Tvrtka pruža usluge za isključivo pravne osobe. Procjenjuje se da je izdvojeno oko 2000 baznih stanica.